# Leptascospora uredinis
Leptascospora uredinis är en svampart som först beskrevs av Marjan Raciborski, och fick sitt nu gällande namn av Speg. 1918. Leptascospora uredinis ingår i släktet Leptascospora och familjen Meliolaceae.   Inga underarter finns listade i Catalogue of Life.